# صموئيل حزان
صموئيل حزان هو لاعب كرة قدم كندي في مركز الهجوم، ولد في 5 مارس 1983 في كندا. شارك مع منتخب إسرائيل تحت 17 سنة لكرة القدم ‏. أما مع النوادي، فقد لعب مع مكابي نتانيا.